# مبعث
روز مَبْعَث بر پایهٔ باورهای اسلامی و به استناد تاریخ دین اسلام، روزی است که در سال ۶۰۹ (میلادی) محمد، پیامبر اسلام، به درجه پیامبری برگزیده شد. مسلمانان معتقدند او در غار حرا، توسط جبرئیل و از سوی الله(خدای یکتا) به پیامبری نایل آمد و مأمور شد که چندخداپرستی و بت‌پرستی را از زمین بردارد و یکتاپرستی را رواج دهد و پیام وحی را به مردم برساند. محمد در این زمان چهل سال داشت و در مکه زندگی می‌کرد.

## لغت و اصطلاح
بعثت در اصطلاح به معنای برانگیختن و برگزیدن پیامبران از سوی خدا برای هدایت مردم است. بعثت در فرهنگ قرآنی به معنای عامل برانگیختن و رسانیدن به مرحله‌ای خاص از تکامل است که در آن نوعی تحول وجود دارد. 
کلمه بعثت هر چند برای همه پیامبران به کار می‌رود، اما برای پیامبر اسلام جایگاه خاص‌تری دارد به‌ طوری که اکثریت از این کلمه به برانگیخته شدن ایشان به پیامبری متبادر می‌شوند. 

## باور شیعیان

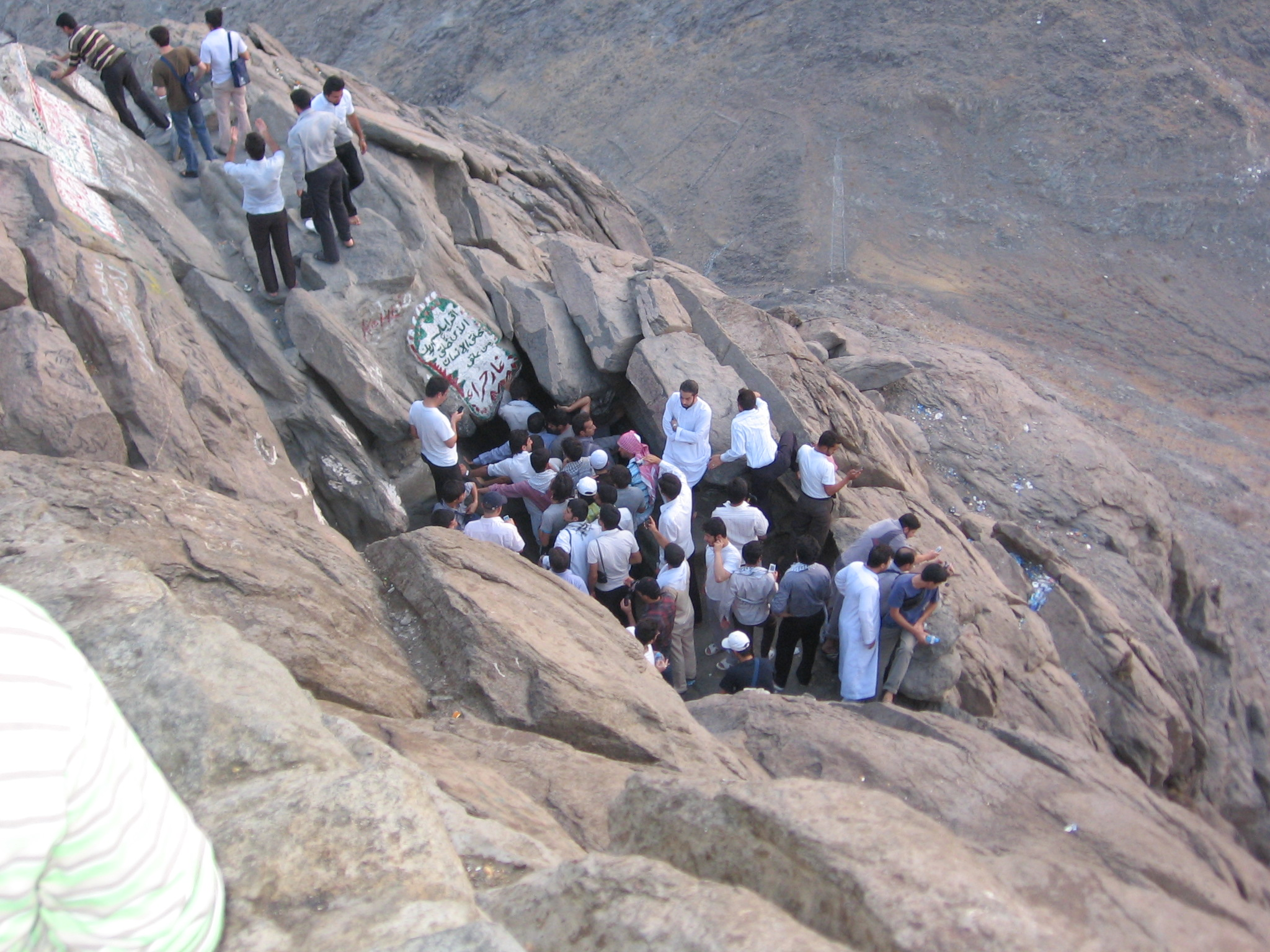
غار حرا در مکه کشور عربستان

بر اساس باور شیعیان، محمد ابن عبدالله در روز ۲۷ رجب سال ۴۰ عام الفیل، (۱۳ سال پیش از هجرت) مبعوث شد. شیعیان این روز را جشن می‌گیرند و در روایات اسلامی اعمال مستحبی برای روز مبعث پیش‌بینی شده‌است. دعا، نماز و غسل مستحب از اعمال این روز است.
البته در پاره‌ای از روایات شیعه نیز بعثت محمد در ماه رمضان ذکر شده مانند روایت عیون الاخبار شیخ صدوق که متن آن اینگونه است که:
وقتی شخصی به نام فضل از امام رضا می‌پرسد که چرا روزه فقط در ماه مبارک رمضان فرض شد و در سایر ماه‌ها فرض نشد؟ در پاسخ او گفت:
«لان شهر رمضان هو الشهر الذی انزل الله تعالی فیه القرآن…»
تا آنجا که گفت: «... و فیه نبی محمد صلی الله علیه و آله»
یعنی بدان جهت که ماه رمضان همان ماهی است که خدا قرآن را در آن نازل فرمود و همان ماهی است که محمد در آن به نبوت برانگیخته شد که چون مخالف با روایات دیگر شیعه در اینباره بوده‌است؛ محمد تقی مجلسی احتمال تقیه در آن داده، یا فرموده که باید حمل بر برخی معانی دیگری جز معنای بعثت اصطلاحی شود، زیرا تاریخ بیست و هفتم ماه رجب به نظر او نزد علمای امامیه مورد اتفاق و اجماع بوده و گفته‌است: «... و علیه اتفاق‌الامامیة».

## باور اهل سنت
در نزد اهل سنت تاریخ دقیق بعثت پیامبر اسلام مشخص نیست؛ ولی بعضی معتقدند که این واقعه در شب ۲۱ ماه رمضان بوده‌است. 

## پس از بعثت
وقتی پیامبر اسلام در غار حرا به تفکر و عبادت مشغول بودند با نزول نخستین آیات سوره علق دعوت او به سوی پرودگارش آغاز شد و با نخستین آیات سوره مدثر ادامه یافت. وی ابتدا جریان را با خدیجه و سپس با پسر عمویش علی بن ابیطالب در میان می‌گذارد. سال بعد با نزول آیه سوره شعرا «وَاَنْذِرْ عَشيرَتَك‌َ الاْقْرَبين‌َ» ابتدا بستگانش را دعوت به اسلام می‌کند. و در همان سال با نزول سوره حجر دعوت خود را علنی می‌کند و به بازار عکاظ می‌رود و همهٔ مردمی را که  برای تجارت در آن جمع بودند به اسلام  دعوت می‌کند. و تنها عده کمی از میان آنها ایمان می‌آورند اما بعداً در سراسرِ جهان انتشار می‌یابد.